# Giuseppe Galli da Bibbiena
Giuseppe Galli da Bibiena (Parma, 5 gennaio 1696 – 1757) è stato uno scenografo e architetto italiano.

## Biografia
Secondo figlio di Ferdinando Galli da Bibiena, arrivò quasi ad eguagliare la fama del padre e divenne il più conosciuto fra i Bibbiena della propria generazione.
In gioventù accompagnò il padre a Barcellona e più tardi a Vienna in compagnia sia del padre che dello zio Francesco Galli da Bibbiena. Quando suo padre partì dalla corte degli Asburgo nel 1717 egli rimase a Vienna divenendo il responsabile per l'organizzazione delle feste di corte e delle funzioni ufficiali.
Nonostante ciò solo nel 1723 gli venne riconosciuta la carica di "Primo ingegnere teatrale".
Insieme al fratello minore Antonio Galli da Bibiena, mentre quello maggiore Alessandro si trovava in Germania presso la corte dell'Elettore Palatino, disegnò le scenografie e le decorazioni per le feste di Vienna, Linz, Graz e Praga.
Disegnò inoltre catafalchi per più di 30 funerali di nobili e sovrintendenti e numerose scenografie per i balli di corte.
Nel 1722 lavorò a Monaco di Baviera, un anno dopo lo troviamo a Praga a dirigere le scenografie per la rappresentazione "Costanza e Fortezza" al castello Hradčany; nel 1742 a Vienna per i decori del teatro dell'opera, poi nel 1747 a Dresda, in Sassonia sempre come scenografo e decoratore del teatro d'opera; nel 1748 a Bayreuth per disegnare gli interni sempre del teatro d'opera.
Due anni dopo, nel 1750, tornò a Dresda per ristrutturare l'opera (bruciata nel 1849) finché nel 1751 ricevette degli incarichi speciali da parte di Federico II di Prussia detto "il Grande", che dal 1753 lo volle stabile a Berlino, dove il 12 marzo del 1757 si spense all'età di 61 anni.
Giuseppe lasciò una copiosa collezione di disegni e incisioni delle proprie opere, ancora esistenti grazie alla decisione dell'autore di intraprenderne la pubblicazione.
Nel 1716 pubblicò i disegni per L'Alcina, nel 1723 quelli per Costanza e Fortezza e nel 1740-44 i propri disegni-studio di Architettura e Prospettiva.